# Föryngring (medicin)
Föryngring är en medicinsk disciplin som fokuserar på att i praktiken motverka åldrandeprocessen.
Föryngring skiljer sig från livsförlängning. Livsförlängningsstrategier studerar ofta orsakerna till åldrande och försöker motverka dessa orsaker till att bromsa åldrandet. Föryngring är en motverkande av åldrandet och kräver därför en annan strategi, nämligen reparation av de skador som är förknippade med åldrande eller ersättning av skadad vävnad med ny vävnad. Föryngring kan vara ett sätt att förlänga livet, men de flesta livsförlängningsstrategier involverar inte föryngring.

## Vetenskaplig tidskrift
- Rejuvenation Research Redaktör: Aubrey de Grey. Utgivare: Mary Ann Liebert, Inc. ISSN 1549-1684 – Publiceras varannan månad.